# Gablenz (Oberlausitz)
Gablenz (szorb nyelven Jabłońc) település Németországban, azon belül Szászország tartományban. Lakosainak száma 1573 fő (2023. december 31.).

## Népesség
A település népességének változása:
| Lakosok száma | 1601 | 1592 | 1579 | 1572 | 1573 |
|               | 2017 | 2019 | 2021 | 2022 | 2023 |